# Herbert Petzold (Pomologe)
Herbert Petzold (* 10. Oktober 1910 in Wurzen; † 25. Februar 1997) war ein deutscher Pomologe und Autor von Fachbüchern.

## Leben

### Jugend und Jahre bis 1945
Herbert Petzold wurde im obersächsischen Hügelland als Sohn eines Landwirts geboren. Sein Vater war Verwalter des Wurzener Stadtgutes. Petzold war der älteste Sohn der Familie und wuchs in der kleinstädtischen Umgebung von Wurzen auf. Nach der Realschule besuchte er von 1925 bis 1928 die Landwirtschaftliche Fachschule in Wurzen, in der er neben der landwirtschaftlichen auch eine obstbauliche Ausbildung erhielt. Er engagierte sich in der Wandervogel-Bewegung und war  vielseitig, auch musisch, interessiert. Mit dem Fahrrad fuhr er bis in die Niederlande, um dort Museen zu besuchen. Besonderen Eindruck hinterließen die Landschaftsbilder und Stillleben alter flämischer Meister bei ihm. In Leipzig ließ er sich in Rhetorik und Phonetik ausbilden und arbeitete in den Folgejahren als freiberuflicher Rezitator. An Schulen und bei Vereinen trug er Werke der Weltliteratur vor. Sein Spektrum reichte von den alten Griechen über Klassiker bis zu Künstlern der damaligen Zeit wie Agnes Miegel und Rainer Maria Rilke. Um beruflich ein sichereres Standbein zu bekommen, ließ er sich zwischen 1935 und 1937 zum Bibliothekar ausbilden und arbeitete anschließend in dem Beruf in Wurzen. Im Zweiten Weltkrieg war er Soldat und anschließend Kriegsgefangener.

### Berufsleben in der DDR
Nach der Heimkehr aus der Gefangenschaft fand er in seinen seitherigen eher schöngeistigen Berufen keinerlei Beschäftigung. Nachdem er die Prüfung zum Baumwart erfolgreich absolviert hatte, war er anfänglich als beratender Baumwart und Verkäufer von Baumpflanzen, die er in Gärten und der Landschaft entdeckt hatte, tätig. Ab 1950 wurde er an seiner ehemaligen landwirtschaftlichen Schule in Wurzen, aus der sich mit seiner Hilfe eine Spezialschule für Obst- und Weinbau entwickelte, als Fachlehrer beschäftigt. Die hier von ihm gehaltenen Lehrgänge auch für Meister, Baumwarte und Fachberater gaben ihm den nötigen von selbst als wichtig angesehenen Bezug zur Obstbaupraxis. Nach dem Umzug der Schule nach Werder blieb Petzold in Wurzen. Der ehemalige Lehrgarten der Schule diente ab 1955 dem Obstversuchswesen der Zentralstelle für Sortenwesen der DDR mit Sitz in Nossen als Außenstelle Kernobst. Petzold war hier mitverantwortlich für die Anlage der Versuchspflanzungen und Sichtungsgärten und, nachdem die Grundlagen für die Anerkennung von Baumschul- und Erdbeerpflanzgut geschaffen waren, für die Begleitung der Sortenzulassung. Daneben war er Mitglied der Sortenkommission beim Ministerium für Land- und Forstwirtschaft der DDR. 1961 wurden die ersten neu zugelassenen Apfelsorten empfohlen und 1971 erschien erstmals sein Sortenratgeber Obst. Schon 1970 hatte eine Broschüre zum Tafeltraubenanbau publiziert in deren Folge über 100.000 Tafeltraubenpflanzen angezogen und verkauft wurden.
Die Aprikosensorten Marena, die Apfelsorten Roba (eine Mutante von Erwin Baur), Rogo, Gelber Köstlicher und Wudinia wurden von ihm benannt.

### Leben im Ruhestand
Aus gesundheitlichen Gründen ging er 1973 in den vorzeitigen Ruhestand. Er begann sein reichhaltiges Wissen zu publizieren. Seine Standardwerke Apfelsorten und Birnensorten erschienen 1979 und 1982 in jeweils erster Auflage. Insgesamt wurden 180 Einzelbeiträge aus seiner Feder in Fachzeitschriften veröffentlicht.
Daneben war er als anerkannter Sortenkenner und Sortenlehrer ein gefragter Fachmann. Sein Wissen war umfassend genug alle Sorten zu bestimmen und überall die Vor- und Nachteile bestimmter Sorten für einen Standort zu benennen. Auf unzähligen Ausstellungen, Lehrgängen und Schulungen hielt er dazu Vorträge und bestimmte jedes Jahr zugesandte Sortenproben.
Petzold war Ehrenmitglied im Pomologen-Verein.
Er war verheiratet und verstarb nach kurzer Krankheit im Februar 1997.

## Werke

### Als Autor
- mit Gerhard Friedrich und Ernst Halwass: Obstsorten, Radebeul, Neumann, 1993, 4. Auflage, ISBN 3-7402-0134-7
- Apfelsorten, Radebeul, Neumann, 1990, 4. Auflage, ISBN 3-7402-0075-8
  - Appelsoorten, Antwerpen, De Vries-Brouwers, 1988, ISBN 90-6174-309-5
- Birnensorten, Radebeul, Neumann, 1989, 3. Auflage, ISBN 3-7402-0069-3
  - Peresoorten, Antwerpen, De Vries-Brouwers, 1986, ISBN 90-617-4362-1
- Tafeltraubenanbau: Reben von Rügen bis Römhild, Berlin, (Verb. d. Kleingärtner, Siedler u. Kleintierzüchter, Zentralvorstand), 1971

### Als Herausgeber
- Wurzener Obstbaurundbriefe der Obst- und Weinbauschule Wurzen